# Marbäck (Halland)
Marbäck is een plaats in Zweden, in de gemeente Halmstad in het landschap Halland en de provincie Hallands län. De plaats heeft 81 inwoners (2005) en een oppervlakte van 14 hectare.